# Peromyscus pembertoni
Peromyscus pembertoni är en utdöd däggdjursart som beskrevs av William Henry Burt 1932. Peromyscus pembertoni ingår i släktet hjortråttor och familjen hamsterartade gnagare. IUCN kategoriserar arten globalt som utdöd. Inga underarter finns listade i Catalogue of Life.
Denna gnagare hittades 1932 på den mexikanska ön Isla San Pedro Nolasco i Californiaviken men senare dokumenterades inga fler individer. Fyndplatsen var täckt av gräs och av andra halvhöga växter.